# Nicholovos Matti Abd Alahad
Mor Nicholovos Matti Abd Alahad (Al-Malikiyah, Al-Hasakah, Syrië, 6 april 1970) is aartsbisschop van de Syrisch-Orthodoxe Kerk van Antiochië in Spanje.
Abd Alahad begon de godsdienstige studie in het St. Ephrem klooster in Ma'arat Saydnaya en heeft daar later een diploma van behaald. In 1991 werd hij monnik en in 1994 werd hij gewijd tot priester. Een paar jaar later stuurde patriarch Ignatius Zakka I Iwas hem naar Griekenland om zijn theologische studie aan de universiteit van Athene voort te zetten, waar hij in 1997 zijn diploma behaalde. Na zijn terugkeer werd hij benoemd tot decaan van het klooster St. Ephrem in Ma'arat Saydnaya, Damascus, Syrië. In 1998 werd hij benoemd tot adviseurs-lid van de Hoge Raad van de Syrisch-Orthodoxe Kerk in Damascus. Een jaar later werd hem het "Heilige Kruis" gegeven. In oktober 2004 werd hij naar Argentinië gestuurd als patriarchaal beheerder. 
Abd Alahad werd op 17 april 2005 door patriarch Ignatius Zakka I Iwas tot aartsbisschop gewijd en werd zo metropoliet met de naam Nicholovos en benoemd als patriarchaal vicaris voor Argentinië. Later kreeg hij dezelfde functie in Spanje.